# Kuželjevec
Kuželjevec je naselje v Občini Ivančna Gorica.